# 大久保村 (埼玉県)
大久保村（おおくぼむら）は、かつて埼玉県北足立郡に存在した村で、1955年に隣の土合村とともに浦和市へ編入され消滅した。

## 概要
現在のさいたま市桜区北部にあたる沖積平野に位置する。1889年に9つの村が合併して発足した。これら9つの旧村名は以後も大字として継承され、現在もさいたま市桜区内の町域名（植田谷領在家は「在家」、植田谷領領家は「大久保領家」にそれぞれ変更されている）となっている。
2005年現在のこの地区には埼玉大学がある。住宅街が広がっているが荒川河川敷周辺には農地も多く残る。

## 沿革
- 1871年（明治4年）11月13日 - 第1次府県統合により埼玉県の管轄となる。
- 1879年（明治12年）3月17日 - 郡区町村編制法により成立した北足立郡に属す。郡役所は浦和宿に設置。
- 1889年（明治22年）4月1日 - 町村制施行に伴い、北足立郡上大久保村・下大久保村・五関村・植田谷領領家村・植田谷領在家村・宿村・塚本村・白鍬村・神田村・植田谷本村新田の一部が合併し、大久保村が成立する[1]。村名は大村である上・下大久保村が新村名として採用された。
- 1955年（昭和30年）1月1日 - 土合村とともに浦和市へ編入される[2]。大久保村消滅。大字はほかは浦和市へ継承され、大字領家が大字大久保領家に改称された[1]。
- 2001年（平成13年）5月1日 - 浦和市、大宮市、与野市が合併しさいたま市となり、さいたま市の大字となる。
- 2003年（平成15年）4月1日 - さいたま市が政令指定都市に移行し、旧大久保村域が桜区となる。